# Montferrer
Montferrer é uma comuna francesa na região administrativa da Occitânia, no departamento dos Pirenéus Orientais. Estende-se por uma área de 21.95 km². Em 2010 a comuna tinha 193 habitantes (densidade: 8,8 hab./km²).